# エレーナ・ボンネル

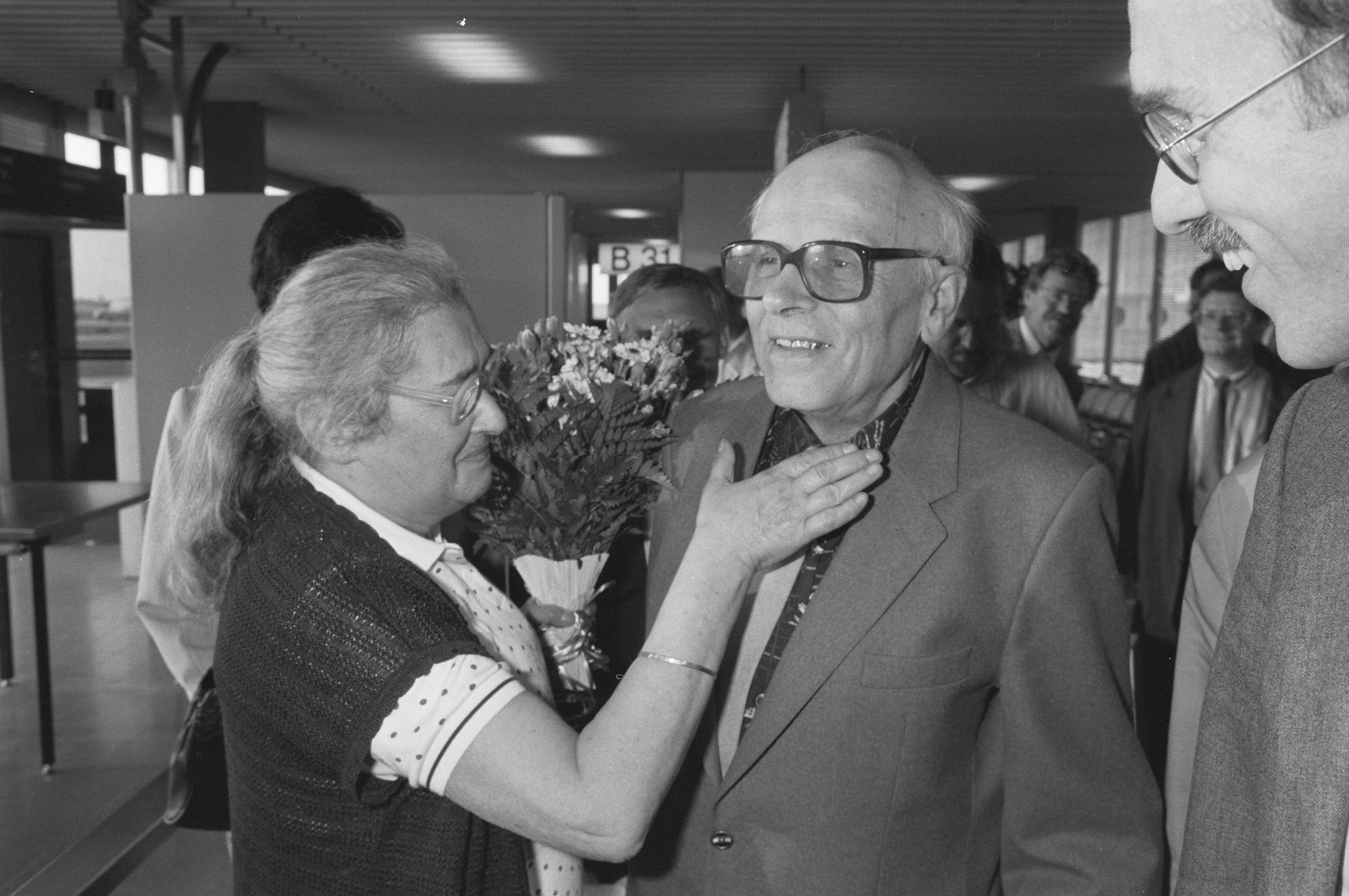
エレーナ・ボンネル

エレーナ・ゲオルギエヴナ・ボンネル（ロシア語: Еле́на Гео́ргиевна Бо́ннер、1923年2月15日 - 2011年6月18日）は、ソビエト連邦およびロシアの人権活動家。アンドレイ・サハロフの妻。

## 略歴
1923年2月15日、トルクメニスタンのメルヴに生まれる。継父ゲヴォルク・アリハニャンはアルメニア共産党中央委員会責任書記およびコミンテルン執行委員、母ルフィ・ボンネルはシベリア生まれのユダヤ人で、実父はアルメニア人であった。
父ゲヴォルクは、1937年5月ヨシフ・スターリンの大粛清によって逮捕され、翌1938年に処刑された。母ルフィは二人の子供を連れて母親のいるレニングラードに移るが、逮捕され8年間の重労働を課せられた。
エレーナは、レニングラードの高校卒業後、第二次世界大戦で看護婦に志願し従軍、この間二度に渡って負傷する。1945年中尉で除隊する。戦後、第一レニングラード医大（医学専門学校）に入学し、卒業後、小児科の学位を得る。以後、小児科医、地域医療、執筆活動などに取り組む。医大の同級生と最初の結婚をし、一男一女を儲けるが1965年に離婚した。
エレーナがサハロフと知り合ったのは、1970年10月のことである。既にサハロフは、1960年代から人権活動を展開しており、サハロフに影響されたエレーナは、1971年ソ連共産党を離党した。翌1972年1月にサハロフと結婚する。以後、エレーナは、サハロフの伴侶として活動する。1975年サハロフに対してノーベル平和賞が授与されるが、ソ連から出国を禁止されたサハロフに代わり、エレーナは、オスロに行き授賞式に出席した。欧米を回ってソ連の人権問題について市民に訴える。ソビエト連邦のアフガニスタン侵攻を巡って、この戦争に反対したサハロフは、1980年1月ゴーリキー市に国内流刑される。当初エレーナは、モスクワとゴーリキーの間を往復し、サハロフと外部との連絡役を務めるが、当局によってエレーナ自身もゴーリキーに拘束され、サハロフと共に流刑の処分を受ける。エレーナは心臓病が悪化し、手術を要する事態に陥った。サハロフは、エレーナの手術のために出国許可を求めるが、拒否され、ハンガーストライキに訴えた。1985年3月新たに就任したミハイル・ゴルバチョフ・ソ連共産党書記長は、エレーナの出国を許可した。同年12月にアメリカに心臓のバイパス手術を受け、翌1986年帰国する。この年、ゴルバチョフからの電話により、夫妻の国内流刑は解除され、モスクワに戻る。1989年のサハロフの急死後は、その遺志を受け継ぎ、ロシア内外で民主化と人権活動を続ける。1991年ソ連8月クーデターでは、国家非常事態委員会に反対しボリス・エリツィンの側に着いた。
ソ連崩壊後、エレーナ・ボンネルは、当初、エリツィン政権を支持していたが、チェチェンおよびナゴルノ・カラバフ問題に対するロシアの関与に対しては反対した。特に1994年の第一次チェチェン紛争には反対し、大統領人権委員の公職を辞した。モスクワに在住していたが、その後、娘のいるアメリカ・ボストンに移った。ウラジーミル・プーチンを筆頭とするシロヴィキが統制を強めるロシアについては批判的であった。
2011年6月18日、ボストンで死去。88歳没。